# Gurgustius
Gurgustius  est un roi légendaire de l’île de Bretagne (actuelle Grande-Bretagne), dont l’« histoire » est rapportée par Geoffroy de Monmouth dans son Historia regum Britanniae (vers 1135). Il est le fils de Rivallo.

## Contexte
Ce souverain fictif de Grande-Bretagne est évoqué par Geoffrey de Monmouth comme le fils de Rivallo.Il est désigné dans le Brut y Brenhinedd sous le nom de Gwrwst ap Rhiwallon ce qui est l'équivalent de la forme retenue par Geoffrey de Monmouth. Ce dernier ne dit rien de son règne mais indique qu'il a comme successeurs: Sisillius, dont il ne précise pas s'il est son fils et après lui Iago, neveu de Gurgustius. Des généalogies galloises lui donne comme fils, Seiriol, ancêtre d'Aedd Mawr.

## Sources
- (en) Peter Bartrum, A Welsh classical dictionary: people in history and legend up to about A.D. 1000, Aberystwyth, National Library of Wales, 1993, GWRWST ap RHIWALLON. (Fictitious). (750-735 B.C.)
- Geoffroy de Monmouth, Histoire des rois de Bretagne, Paris, Les Belles Lettres, 1993 (ISBN 2251339175).